# Czerwonka (Łódź)
Pour les articles homonymes, voir Czerwonka.
Czerwonka est une localité polonaise de la gmina de Żelechlinek, située dans le powiat de Tomaszów Mazowiecki en voïvodie de Łódź.